# 3-羟基丁醛
3-羟基丁醛（又称丁醇醛、丁间醇醛）是一种羟醛，化学式为C4H8O2，可以在乙醛发生二聚时生成。3-羟基丁醛在过去曾被用作安眠药和镇静剂。